# Декларація незалежності Індонезії

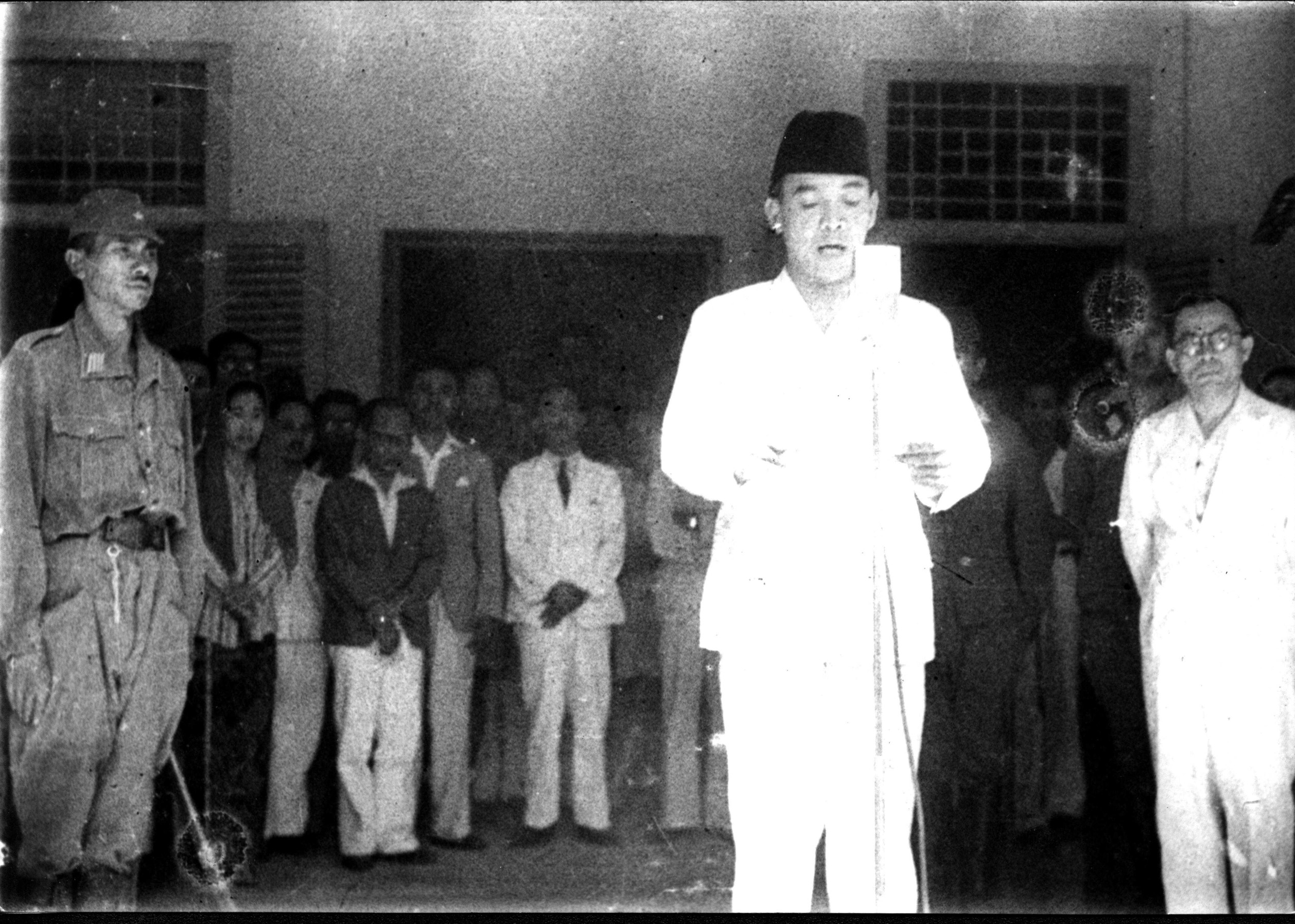
Сукарно виголошує Декларацію про незалежність Індонезії

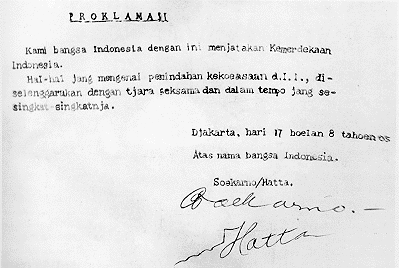
Зображення Декларації

Декларація незалежності Індонезії (індонез. Proklamasi Kemerdekaan Indonesia) — акт проголошення державної незалежності Республіки Індонезії, що відбувся 17 серпня 1945 року. До того територія країни формально вважалась колоніальним володінням Нідерландів — Нідерландською Ост-Індією, фактично ж перебувала під окупацією Японії, що захопила її на початку 1942 року.
Декларація незалежності дала старт будівництву суверенної індонезійської держави, що супроводжувалось тривалою збройною боротьбою проти Нідерландів, що намагались відновити контроль над колишньою контролією.

## Текст Декларації
Декларація незалежності Індонезії:
PROKLAMASI
Kami, bangsa Indonesia, dengan ini menjatakan kemerdekaan Indonesia.

Hal-hal jang mengenai pemindahan kekoeasaan d.l.l., diselenggarakan dengan tjara saksama dan dalam tempo jang sesingkat-singkatnja.

Djakarta, hari 17 boelan 8 tahoen 05

Atas nama bangsa Indonesia,

Soekarno/Hatta.

Переклад:
ДЕКЛАРАЦІЯ
Ми, народ Індонезії, дійсним проголошуємо незалежність Індонезії.

Питання, що стосуються передачі влади тощо, будуть вирішуватись ретельним чином та у найкоротші терміни.

Джакарта, 17-го дня 8-го місяця 05-го року

Від імені народу Індонезії

Сукарно/Хатта